# Johannes Rzymkowski
Carl Lucian Johannes Rzymkowski (* 7. Oktober 1899 in Dresden; † 23. Mai 1973 in Bonn) war ein deutscher Ingenieur, Fotograf und Hochschullehrer.

## Leben und Wirken
Er war der Sohn des Bankkassierers Carl Franz Rzymkowski und dessen Ehefrau Lucia Josepha Franziska Rzymkowska geborene Georg. Nach dem Schulbesuch studierte er und promovierte an der Universität Jena zum Dr.-Ing. Von 1928 bis 1948 war er Dozent an der Ingenieurschule für Optik in Jena. Von 1931 bis 1945 war er gleichzeitig Universitätslehrbeauftragter für Physik und Elektrochemie. In dieser Zeit habilitierte er sich 1940 an der Jenaer Universität. Nach dem Zweiten Weltkrieg verließ er die Sowjetische Besatzungszone und lebte zuletzt in Bonn als Privatgelehrter. Er war seit 1951 Mitglied der Deutschen Gesellschaft für Photographie.

## Schriften (Auswahl)
- Die Rolle des Sulfits in photographischen Entwicklern. 1924.
- Bedeutung des Entfernungsmessers für die Kleinbildkamera. 1934.
- Verfahren zum Entwickeln photographischer Metall- salzschichten durch Elektrolyse. Jena 1936.
- Die elektrolytische Entwicklung photographischer Halogensilberschichten. Jena 1940.
- (mit Friedrich Weyrauch): Neue Photographien zur Tröpfcheninfektion. Folgerungen für Massenunterkünfte der Truppe. 1940.

## Auszeichnungen
- 1943 Silbermedaille der Photographischen Gesellschaft Wien